# Corona di Federico I di Prussia

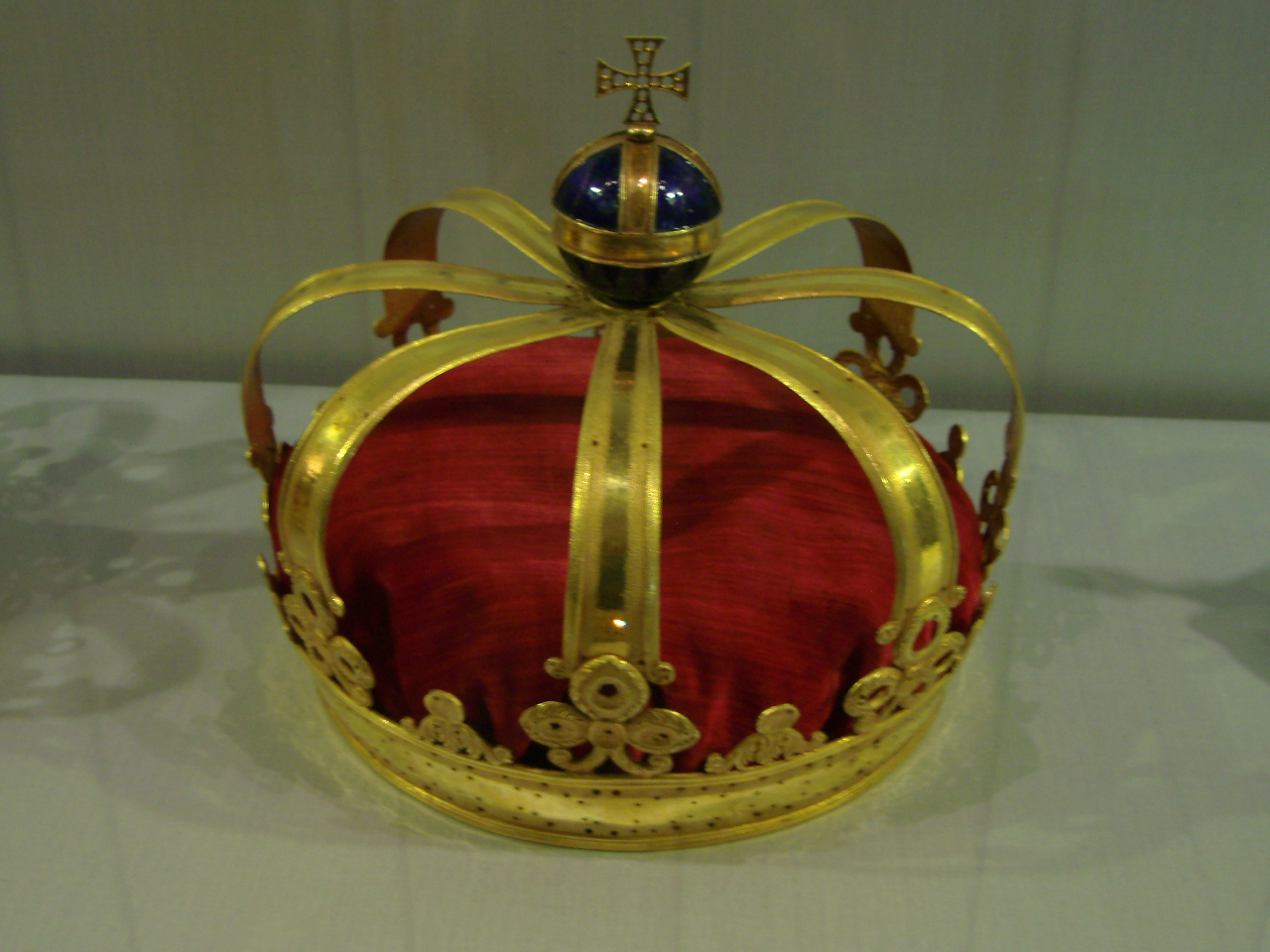
Corona di Federico I di Prussia

La corona di Federico I di Prussia è stata realizzata dal gioielliere di corte per Federico I, re di Prussia dal 1701 al 1713. La corona venne utilizzata anche per l'incoronazione di Federico Guglielmo I e di suo figlio, Federico II. Federico I era un sovrano molto spartano, difatti, nonostante la corona fosse presente alla sua incoronazione, effettivamente non venne indossata.